# Черниговска област
Черниговска област (укр. Чернігівська область; рус. Черниговская область), позната и као Черниговшчина (укр. Чернігівщина), територијална је јединица Украјине. Административно средиште је град Чернигов.

## Географија
Површина Черниговске области је 31.865 km2. Према западу се граничи са Кијевском области, према југу са Полтавском области, према истоку са Сумском области, док се према северозападу граничи са Гомељском области у Белорусији а према североистоку са Брјанском области у Русији.
Притока Дњепра, река Десна, пресеца област на северни и јужни део. 

## Историја
Черниговска област је створена 15. октобра 1932. као део Украјинске Совјетске Социјалистичке Републике.
Черниговска област била је насељена током палеолита – пре око 100 хиљада година. У овој области откривено је више од 20 насеобина с краја палеолита. Черниговска област је крајем деветог века постала део Кијевске Русије. Током овог раздобља Чернигив је био други по важности град у Украјини, после Кијева. Пољопривреда и занатство су били веома развијени. Године 1796. основана је Малоруска губернија у оквиру Руског царства, која је 1802. подељена на Чернигивску и Полтавску губернију. Након низа административних реформи од 1919. до 1932. коначно је успостављена Чернигивска област као део Украјине. Дана 10. јануара 1939. декретом Врховног президијума СССР-а из ове области издвојени су Бурјански, Глински, Глуховски, Дубовјазовски, Јампољски, Конотопски, Кролевецки, Недригајловски, Путивљски, Роменски, Середино-Будски, Смеловски, Талалајевски, Хиљчицки, Червоњ, Шаљигински, Шосткински рејон, и прикључени су новооснованој Сумској области.

## Административна подела
Черниговска област је подељена на 22 рајона. У овој области налази се 45 градова и 1489 селâ. Власт врши Савет Черниговске области (укр. Чернігівська обласна рада). Гувернер области је председник Савета, којег именује Председник Украјине.

### Рејони
| 1. Бахмачски 2. Бобровицки 3. Борзњански 4. Варвински 5. Городњански 6. Ичњански 7. Козелецки 8. Коропски 9. Корјукивски 10. Куликивски 11. Менски | Нижински Новгородско-сиверски Носивски Прилуцки Рипкински Семенивски Сосницки Срибњански Талалајвски Чернигивски Шчорски |

## Становништво
| Националност | 1989. | 2001. | Матерњи језик    | 1989. | 2001. |
| Украјинци    | 91,5% | 93,5% | Украјински језик | 85,7% | 89,0% |
| Руси         | 6,8%  | 5,0%  | Руски језик      | 13,6% | 10,3% |
| Белоруси     | 0,8%  | 0,6%  | остали језици    | 0,7%  | 0,7%  |
| Јевреји      | 0,4%  | 0,1%  |                  |       |       |